# Телеангиэктазия
Телеангиэктази́я — стойкое расширение мелких сосудов кожи[уточнить] (артериол, венул, капилляров) невоспалительной природы, проявляющееся сосудистыми звёздочками или сеточками. Диаметр расширенных сосудов составляет 0,5—1 мм. Различают врождённые и приобретённые телеангиэктазии.

## Причины возникновения
Врождённая телеангиэктазия может наблюдаться при таких заболеваниях, как болезнь Рандю — Ослера, синдром Луи-Бар (атаксия-телеангиэктазия), энцефалотригеминальный ангиоматоз и др.
Телеангиэктазия может быть симптомом розацеа, воздействия радиации, системных заболеваний соединительной ткани (системная склеродермия, дерматомиозит, системная красная волчанка), хронической венозной недостаточности, развиваться при воздействии высоких и низких температур, патологии печени, эндокринных нарушениях (приём гормональных контрацептивов, местное воздействие кортикостероидов, беременность) и т. д.
Часто телеангиэктазия наблюдается в рамках симптомокомплекса пойкилодермии (наряду с сетчатой гипо- или гиперпигментацией, а также атрофией эпидермиса).

## Признаки
Телеангиэктазия может наблюдаться на лице (в области крыльев носа, подбородка, щек), ягодицах, на коже ног. Они могут быть любого цвета — от бледно-красного до синевато-красного, а потому резко выделяются на фоне здоровой кожи.

## Лечение
Склеротерапия — «золотой стандарт» устранения телеангиэктазии и мелких варикозных расширений вен, являющийся более предпочтительным, чем лазеротерапия. Однако имеются свидетельства эмболизации пенным склерозантом сосудов лёгких и головного мозга (при дефекте овального отверстия), с развитием в некоторых случаях транзиторной ишемической атаки и ишемического инсульта. При наличии варикозного расширения вен и ретикулярном варикозе целесообразно их устранение до какого-либо воздействия на телеангиэктазии. Помимо склеротерапии, для устранения варикозного расширения вен могут применяться эндовазальная лазерная коагуляция, радиочастотная абляция или открытое хирургическое вмешательство.
Для устранения телеангиэктазии на лице часто используется лазерная коагуляция, после которой телеангиэктазия может рецидивировать; лечение может осложниться разрушением потовых желёз, риск которого возрастает при повторных сеансах терапии.